# Триполійське графство

Держави хрестоносців і прилеглі території в 1140 р.

Триполі́йське гра́фство (фр. Comté de Tripoli; фр. Comté de Tortose до 1109 року) — остання з чотирьох християнських держав хрестоносців, створених після Першого хрестового походу на території Леванту. Проіснувало з 1102 по 1289.

## Історія виникнення
У IX столітті до н. е. на Близькому Сході за 85 км від сучасного Бейрута фінікійці заснували перше поселення — своєрідний торговий порт. Після захоплення персами містечко виросло до таких розмірів, що могло вільно конкурувати з Тіром та Сідоном. Александр Македонський, який воював з персами, використовував Триполі як військово-морську базу. Місто процвітало при Селевкідах, римлянах, візантійцях. Коли на Близькому Сході утвердилася влада арабських халіфів із династії Омеядів і Фатимідів, Триполі стає комерційним, кораблебудівним і просвітницьким центром Середземномор'я.
У XI столітті тут з'являються племена сельджуків, які жорсткого пригнічували іновірців. У цей час розпочинаються Хрестові походи. 14 лютого 1099 Раймунд де Сен-Жілль, граф Тулузький, здобув невелику фортецю Ірка на околицях Триполі. Проте ні укріплення, ні місто взяті не були: хрестоносці поспішали до Єрусалиму. Через десять років лицарі повернулись сюди знову. Завоювання супроводжувався жахливими руйнуваннями і пожежами. Згоріли тисячі томів величезної бібліотеки Дар-іль-Ільм. Влада християнської церкви встановилася в Триполі на 180 років. Під час другого походу хрестоносці воювали в основному один з одним. В одній з таких битв у 1105 році загинув християнський володар Триполі Раймунд де Сен-Жілль. Через фінансову підтримку генуезьких купців і флоту владу в місті вдалося захопити його синові Бертрану. Він приєднав до своїх володінь приморські і гірські місцевості на північ від Бібла. Так було засновано графство Триполі. Його населення швидко зростало за рахунок паломників, які йшли поклонитися Гробу Господньому, але залишалися жити на Близькому Сході.
В Єрусалимі відбувалась часта зміна правителів, яких підтримували графи з Триполі. Неодноразово із Єрусалиму навідувались війська, щоб уточнити, кого цього разу буде підтримувати глава графства. 1137 року під час однієї із змін влади у цитаделі міста Триполі перебував єрусалимський король, поки з'ясовувалися стосунки, Єрусалим оточили сельджуки. Королю вдалося капітулювати на вигідних умовах: йому дозволили відступити. Найважливіші споруди фортеці були перед здачею знищені, зовнішні стіни завбачливо зірвані — це незабаром допомогло Раймонду II відбити місто у мусульман. Однак перемогою він насолоджувався недовго, його зарізали біля воріт міста асасини, члени мусульманської секти містиків, які зловживали гашишем і спеціалізувалися на вбивствах . Містом стала правити вдова графа, сувора і безчесна. Вона неодноразово за винагороду видавала сельджукам знатних арабів, які прийняли християнство. Одного разу вона обмазала медом патріарха й залишила його помирати під сонцем від укусів комах. Так часто чинили й інші графи, якщо їм обіцяли за це винагороду. За гроші ворога вони могли воювати проти своїх союзників, син зарізаного Раймонда, наприклад, винищував сотнями вірмен і маронітів.

## Завойовники графства
На початку ХІІ століття владу в Єгипті захоплює мусульманський полководець Салах ад-Дін. Щоб султан дав місту спокій, черговому графу Раймонду довелося заплатити 60 000 червінців. Поскільки графство було багатим, проблем з виплатою не було. Місто тоді було мало не центром всесвітньої торгівлі і в часи перемир'я сюди спрямовувалися аравійські, сирійські та єгипетські каравани, які платили в казну значне мито. Це призводило до того, що хрестоносці ставали жадібніші, дбаючи більше про наживу ніж про ціль, яка спонукала до походів. Вони переходили на сторону Саладіна, приймали іслам і добивалися значних постів. Граф Раймонд, володар Триполі, після чергового нападу Салах-ад-Діна покинув 25-тисячну армію, сховавшись за товстими стінами цитаделі, де незабаром помер. Організовувати оборону міста було нікому, ніхто не думав, що є ще достатньо сил для опору, що можлива допомога від Заходу і Константинополя. Жителі були готові здатися. Однак Триполі залишився нескореним, так як ніхто з одновірців не підтримав слабнучі сили Саладіна.
Після смерті Саладіна у 1187 році Триполі об'єднався з Антіохією проти орд Османа. Під час П'ятого хрестового походу султан Алькамо уклав договір з Фрідріхом II про передачу християнам Єрусалиму на 10 років в обмін на те, що Фрідріх не надаватиме допомоги Триполі. Під час Шостого походу повз місто пройшли нові орди, цього разу хорезмійців. Вони допомогли єгипетському султану остаточно повернути Єрусалим. Слідом за хорезмійцями в Триполі з'явилися монголи. Вони зажадали розібрати цитадель, поступитися 3000 дівчат і доходами з торгівлі. Тодішній граф відповів відмовою, вступивши і бій. Монголи відійшли, шукаючи легшої здобичі.
1275 року помер граф Боемунд VI Триполійський і на престол вступив його син Боемунд VII. Хрестоносці в той час вже прагнули не воювати, а грішми скуповувати собі мусульманський світ. Підтвердження мирного договору з руйнівником Антіохії султаном Бейбарсом коштувало графству Триполі 20 тисяч золотих безант. Після смерті Боемунда VI в Триполітанському графстві почалися міжусобиці. Верхівка суспільства розкололася на два табори, в одному була вдова Боемунда VI Сибілла і світське лицарство разом з молодим і гарячим Боемундом VII. Їм протистояли єпископ Триполі Вільгельм зі своїми прихильниками, в число яких входили тамплієри. Граф Боемунд взяв штурмом резиденцію тамплієрів в Триполі і дозволив там мусульманам, які йому допомагали, здійснити богослужіння. За це заохочення «ворогів Христа» Боемунда VII відлучили від церкви і наклали на Триполі інтердикт, але марно — війна не припинилася. У відповідь тамплієри обложили Триполі, проте після декількох днів зняли облогу. Жорстока битва в 1278 році між тамплієрами і Триполітанскою армією принесла важкі втрати обом сторонам і закінчилася досягненням піврічного перемир'я. Після смерті в 1287 графа Боемунда VII його спадкоємиця Люсія вступила в конфлікт з комуною міста Триполі і тоді глава комуни Бартоломео Ембріако закликав на допомогу мамлюкского султана Келауна, який скористався цією нагодою і взяв штурмом Триполі в 1289 році. Коли мамлюки увірвалися в місто і почалися вуличні бої, командор тамплієрів П'єр де Монкада мав можливість втекти на галері на Кіпр, але залишився захищати місто і загинув з мечем в руках разом із іншими захисниками Триполі. Всі уцілілі під час різанини при захопленні міста жінки і діти були продані в рабство. Деякі триполітанці намагалися втекти на острівець навпроти міста, але їх наздогнали і перебили або забрали в полон. Врятуватися на кіпрських кораблях вдалося лише небагатьом. Дізнавшись про падіння Триполі, Папа Микола IV оголошує новий хрестовий похід, який був безуспішним.
Єгиптетські правителі після завоювання Триполі перебудували його на свій розсуд, розпочавши з міської цитаделі. Місто прикрасили світськими і релігійними будинками, багато з яких служать населенню і у XXI столітті.

## Монети володарів Триполі
Володарі Триполі Боемунд VI і його син Боемунд VII за прикладом інших європейських країн крім білонних денаріїв і бронзових монет, карбувати срібні гроші і напівгроші. Легенди монет розповідають, що Триполі тоді мав торговельні зв'язки із купцями Генуї. Про це свідчить зображений на реверсі хрест виконаний у генуезькій традиції і копіює зображення хреста на генуезьких монетах того часу. Аверс містить зображення зірки з монет півдня Франції, а саме Провансу. Це тому, що під час хрестових походів північні французи стали володіти графствами Антіохія і Едеси, а от у Триполітанскому графстві влаштувалися провансальці і північні італійці на чолі з графом Раймоном Тулузький. З цих областей — метрополій хрестоносні держави отримували підкріплення і з ними в першу чергу вони встановлювали найтісніші торговельно-економічні зв'язки. Звідси стає зрозумілим зображення провансальської зірки на монетах графства Триполі. Найкрасивішою монетою нумізмати вважають півгрош Боемунда VII, діаметром 21 мм, вагою 2,06 г.

## Триполі в наш час
Нині Триполі — друге за величиною місто Лівану. До нашого часу там збереглося 12 мечетей, побудованих за часів мамлюків і оттоманської династії, 45 будівель XIV століття, понад 20 медресе. Завдяки вродженій працьовитості мешканців, місто і зараз славиться багатством. На його вуличках живуть і працюють ювеліри і кравці, бляхарі і чинбарі, парфумери і мильних справ майстри. Мило, зварене в Триполі, користується особливою популярністю на Близькому Сході. Воно дуже корисне для зміцнення шкіри, оскільки виробляється на основі багатої на вітаміни оливкової олії.

## Правителі графства

### Аквітанська (Тулузька) династія
- Раймунд I, 1102–(помер у 1105)
- Вільгельм Серданський, (1105–1109)
- Бертран I, (1109–1112)
- Понс, (1112–1137)
- Раймунд II, (1137–1150)
- Раймунд III, (1150–1187)

### Аквітано-Норманнская династія
- Раймунд IV, (1187—1189)
- Боемунд IV, (1189–1233)
- Боемунд V, (1233–1252)
- Боемунд VI, (1252–1275)
- Боемунд VII, (1275–1287)
- Люція, (1287–1289)